# クリス・ヘイゼル
クリス・ヘイゼル（Chris Hazell、1948年2月18日 - ）は、イギリスウェスト・ミッドランズ州スメジック出身の作曲家、編曲家。25年にわたりレコード・レーベル、デッカ (Decca ) の録音プロデューサとして、フィリップ・ジョーンズ・ブラスアンサンブルはもとより、ロンドン交響楽団、ベルリン・フィルハーモニー管弦楽団、シカゴ交響楽団など、世界の主要オーケストラのアルバムを手掛けた。現在も、フリーランサーとして、世界中の音楽家の録音に携わっている。

## 作曲作品
『猫』ヘイゼルの飼猫を題材とした連作。金管十重奏（トランペット4、ホルン1、トロンボーン4、テューバ1）の編成で書かれている。初めの3曲が『三匹の猫』(Three Brass Cats )として発表され、『もう一匹の猫』(Another Cat )、『もう3匹の猫』(Three More Cats )が続く。
『三匹の猫』（PJBEメンバーによる委嘱）
1. ミスター・ジャムス (Mr. Jums )
2. ブラック・サム (Black Sam)
3. バーリッジ (Borage)

『もう一匹の猫』（同上）
1. クラーケン (Kraken)

『もう3匹の猫』（ロンドン・ブラスによる委嘱）
1. フローラ (Flora)
2. タビー･マウストラウザー (Tubby Mousetrouser)
3. ホームプライド (Homepride)

『ゴスペル・ホール』（The Gospel Hall、ジュネス・ミュージカル・ブラスアンサンブルによる委嘱）
金管十重奏＋ドラムス1
1. ウェルカム (The Welcome )
2. 聖歌1 (Hymn 1)
3. 聖歌2 (Hymn 2)
4. プレイズ！ (Praise! )

『インターヴァル・ミュージック』（Interval Music、デンヴァー・ブラスによる委嘱）
金管十一重奏（トランペット4、ホルン2、トロンボーン3、ユーフォニアム1、テューバ1）
『スター・ゲイジング』（Star Gazing、ロンドン・ブラスによる委嘱）
金管十二重奏（トランペット4、ホルン3、トロンボーン3、ユーフォニアム1、テューバ1）＋ドラムス1・パーカッション1
1. 大いぬ座 (Canis Major )
2. すばる (The Pleiades)
3. オリオン座 (Orion)

『プレイ・フォー・ア・プレイ』（Play for a Play）
金管十三重奏（トランペット4、ホルン4、トロンボーン4、テューバ1）＋ドラムス1・パーカッション1
1. ファンファーレ (Fanfare )
2. ベルスーズ (Berceuse)
3. フィナーレとフーガ (Finale and Fugue)